# Agdangan
Agdangan é um município de  quinta classe de renda municipal (d) na província Quezon, nas Filipinas. De acordo com o censo de 1 de maio  de  2020 possui uma população de 12 764 pessoas e 3 350 domicílios.